# Дронго табласький
Дронго табласький (Dicrurus menagei) — вид горобцеподібних птахів родини дронгових (Dicruridae).

## Поширення
Ендемік філіппінського острова Таблас. До 1997 року вважався вимерлим; однак спостереження з 1998 року підтвердили, що вид існує, хоча і рідкісний. Чисельність популяції не визначено кількісно, але припускається, що вона становить менше 50 пар.

## Опис
Птах завдовжки 35 см, з них 16-19 см припадає на довгий хвіст. Це птах з міцною і стрункою зовнішністю, великою округлою головою, конусоподібним і міцним дзьобом, короткими ногами, довгими крилами і довгим хвостом з роздвоєним кінцем, кінчики якого розходяться, вигинаючись назовні в дистальній половині. Оперення глянцево-чорне з блакитним відтінком. Дзьоб і ноги чорнуватого забарвлення, очі темно-карі.

## Спосіб життя
Трапляється парами або поодинці. Харчується комахами, їх личинками та іншими безхребетними, які знаходяться на землі, в польоті або серед гілок, листя дерев і кущів. Також поїдає дрібних хребетних, зерно, ягоди, нектар.